# Stemmiulus proximatus
Stemmiulus proximatus är en mångfotingart. Stemmiulus proximatus ingår i släktet Stemmiulus och familjen Stemmiulidae. Inga underarter finns listade i Catalogue of Life.